# Sarcocornia magellanica
Sarcocornia magellanica är en amarantväxtart som först beskrevs av Rodolfo Amando Philippi, och fick sitt nu gällande namn av M. A. Alonso och Manuel Benito Crespo. Sarcocornia magellanica ingår i släktet Sarcocornia och familjen amarantväxter. Inga underarter finns listade i Catalogue of Life.